# Liste de films français sortis en 1969
Listes de films français
- 1965
- 1966
- 1967
- 1968
- 1969
- 1970
- 1971
- 1972
- 1973

Symbole du film Z de Costa-Gavras.

Liste non exhaustive de films français sortis en 1969

## 1969
| Titre                           | Réalisateur          | Distribution                                          | Genre                           | Notes |
| ------------------------------- | -------------------- | ----------------------------------------------------- | ------------------------------- | ----- |
| L'Armée des ombres              | Jean-Pierre Melville | Lino Ventura, Simone Signoret                         | Drame                           |       |
| Z                               | Costa-Gavras         | Yves Montand, Jean-Louis Trintignant                  | Drame, Film politique           |       |
| Que la bête meure               | Claude Chabrol       | Michel Duchaussoy, Caroline Cellier                   | Drame, Thriller, Film policier  |       |
| Le Clan des Siciliens           | Henri Verneuil       | Jean Gabin, Lino Ventura, Alain Delon                 | Film policier                   |       |
| La Femme infidèle               | Claude Chabrol       | Stéphane Audran, Michel Bouquet                       | Drame                           |       |
| Clérambard                      | Yves Robert          | Philippe Noiret, Dany Carrel                          |                                 |       |
| La Piscine                      | Jacques Deray        | Alain Delon, Romy Schneider                           | Drame, policier                 |       |
| Tintin et le Temple du Soleil   | Raymond Leblanc      |                                                       | Animation                       |       |
| Une femme douce                 | Robert Bresson       | Dominique Sanda, Guy Frangin                          |                                 |       |
| Les Femmes                      | Jean Aurel           | Brigitte Bardot, Maurice Ronet                        | Comédie dramatique              |       |
| Un merveilleux parfum d'oseille | Rinaldo Bassi        | Francis Blanche, Yves Rénier                          |                                 |       |
| Appelez-moi Mathilde            | Pierre Mondy         | Jacqueline Maillan, Michel Serrault                   | Comédie                         |       |
| Détruire, dit-elle              | Marguerite Duras     | Catherine Sellers, Michael Lonsdale                   |                                 |       |
| Hibernatus                      | Édouard Molinaro     | Louis de Funès, Claude Gensac, Bernard Alane          | Comédie fantastique             |       |
| Ma nuit chez Maud               | Éric Rohmer          | Jean-Louis Trintignant, Françoise Fabian              | Comédie dramatique              |       |
| Mon oncle Benjamin              | Édouard Molinaro     | Jacques Brel, Claude Jade                             | Comédie                         |       |
| Le Temps de vivre               | Bernard Paul         | Marina Vlady, Frédéric de Pasquale                    | Comédie dramatique              |       |
| Faites donc plaisir aux amis    | Francis Rigaud       | Roger Pierre, Jean-Marc Thibault                      | Comédie                         |       |
| Une veuve en or                 | Michel Audiard       | Michèle Mercier, Claude Rich                          |                                 |       |
| Model Shop                      | Jacques Demy         | Anouk Aimée, Gary Lockwood                            | Drame                           |       |
| La Sirène du Mississipi         | François Truffaut    | Jean-Paul Belmondo, Catherine Deneuve, Michel Bouquet |                                 |       |
| Le Gai Savoir                   | Jean-Luc Godard      | Juliet Berto, Jean-Pierre Léaud                       | Comédie dramatique et satirique |       |
| Solo                            | Jean-Pierre Mocky    | Jean-Pierre Mocky, Anne Deleuze                       |                                 |       |
| Slogan                          | Pierre Grimblat      | Serge Gainsbourg, Jane Birkin                         |                                 |       |